# Escuts i banderes de l'Alt Palància
Els escuts i banderes de l'Alt Palància són els símbols representatius dels municipis i entitats de població que integren la comarca valenciana de l'Alt Palància. En este article s'inclouen els símbols locals de la comarca aprovats, modificats o rehabilitats per la Generalitat Valenciana o per l'Estat abans de la transferència de competències, així com els que són usats pels respectius ajuntaments tot i no ser oficials.

## Escuts oficials

Escut d'Algímia d'Almonesir Aprovat el 2 d'octubre de 2011.
Escut d'Almedíxer Aprovat el 13 de març de 2000.
Escut d'Altura Rehabilitat el 25 de juny de 2002.
Escut de Barraques Aprovat el 5 d'octubre de 1994,[4] modificat el 19 de desembre de 2000.
Escut de Begís Aprovat el 27 d'abril de 2001.
Escut de Benafer Aprovat el 28 de juny de 1996.
Escut de Castellnou Apovat el 15 de març de 2000.
Escut de Caudiel Aprovat el 17 de gener de 2005.
Escut de Figueres Aprovat el 28 de juny de 2002.
Escut de Gaibiel Aprovat el 14 de desembre de 2000.
Escut de Geldo Aprovat el 13 de desembre de 2006.
Escut de Matet Aprovat el 26 de juny de 2000.
Escut de Navaixes Rehabilitat el 6 d'abril de 1961.
Escut de Pavies Aprovat el 28 de juny de 2002.
Escut de Pina Rehabilitat el 15 de maig de 2007.
Escut de Sacanyet Aprovat el 12 de juliol de 2001.
Escut de Sogorb Rehabilitat el 20 de juny de 2000.
Escut de Soneixa Aprovat el 15 de novembre de 1999.
Escut de Sot de Ferrer Aprovat el 30 d'octubre de 1987,[21] modificat el 19 de maig de 2015.
Escut de Teresa Aprovat el 6 de maig de 2003.
Escut de Toràs Aprovat el 16 de gener de 2015.
Escut del Toro Aprovat el 13 de febrer de 2004.
Escut de la Vall d'Almonesir Aprovat el 13 de desembre de 2006.
Escut de Xèrica Rehabilitat el 14 de març de 2005.
Escut de Xóvar Aprovat el 15 de juliol de 2004.

## Escuts sense oficialitzar

Escut d'Assuévar
Escut de Viver

## Banderes oficials

Bandera d'Algímia d'Almonesir Aprovada el 9 de març de 2004.
Bandera d'Almedíxer Aprovada el 18 de gener de 2005.
Bandera d'Altura Aprovada el 26 d'abril de 2005.
Bandera de Barraques Aprovada el 7 de març de 2001.
Bandera de Benafer Aprovada el 5 d'abril de 2001.
Bandera de Castellnou Aprovada el 24 de maig de 2007.
Bandera de Caudiel Aprovada el 27 de gener de 2009.
Bandera de Figueres Aprovada el 30 de gener de 2004.
Bandera de Gaibiel Aprovada el 3 de febrer de 2004.
Bandera de Geldo Aprovada el 25 de setembre de 2008.
Bandera de Matet Aprovada el 20 de gener de 2006.
Bandera de Navaixes Aprovada el 17 de juny de 1998.
Bandera de Pavies Aprovada el 19 de setembre de 2003.
Bandera de Pina Aprovada el 4 de maig de 2010.
Bandera de Sacanyet Aprovada el 20 de febrer de 2002.
Bandera de Sogorb Aprovada el 14 de desembre de 2000.
Bandera de Soneixa Aprovada el 22 de setembre de 2005.
Bandera de la Vall d'Almonesir Aprovada el 26 de setembre de 2008.
Bandera de Xèrica Aprovada el 18 de maig de 2007,[48] modificada el 15 de novembre de 2010[49][50] i rectificada el 6 de juny de 2012.

### Estendards

Estendard d'Altura Aprovat el 25 d'abril de 2005.
Estendard de Castellnou Aprovat el 12 de juny de 2008.
Estendard de Caudiel Aprovat el 20 de juliol de 2010.
Estendard de Geldo Aprovat el 20 de juliol de 2010.